# Craig Ogden
Craig Ogden est un guitariste classique australien dont les albums ont dominé les charts classiques britanniques. Il est maître de conférences principal en guitare au Royal Northern College of Music de Manchester, au Royaume-Uni.

## Biographie
Ogden commence à jouer de la guitare à l'âge de sept ans et est diplômé en musique de l'Université d'Australie occidentale. En 1990, il se base au Royaume-Uni et obtient un diplôme de performance professionnelle du Royal Northern College of Music, où en 2004, il reçoit une bourse du Royal Northern College of Music, devenant ainsi la plus jeune personne à recevoir cet honneur. Il épouse la chanteuse britannique Claire Bradshaw, avec qui il se produit souvent ; ensemble, ils fondent le Dean & Chadlington Summer Music Festival en 2007. Il fait sa première apparition au Royal Albert Hall avec le Philharmonia Orchestra dans le Concierto de Aranjuez de Rodrigo.

## Albums
- Tippett: The Blue Guitar (1995)
- Guitar Meditations (1999)
- English Guitar Concertos (2001)
- The Guitarist (2010)
- Summertime (2011)
- A Quiet Thing: Songs for Voice and Guitar (avec David Daniels; 2011)
- Christmas Time (2013)
- Summer Guitar (2014)
- Craig Ogden and Friends (2015)
- Love's Philosophy (2017)[5].